# Ciumakî, Dnipro
Ciumakî (în ucraineană Чумаки) este localitatea de reședință a comunei Ciumakî din raionul Dnipro, regiunea Dnipropetrovsk, Ucraina.

## Demografie
Componența lingvistică a localității Ciumakî
     Ucraineană (88,82%)
     Rusă (10,42%)
     Alte limbi (0,05%)
Conform recensământului din 2001, majoritatea populației localității Ciumakî era vorbitoare de ucraineană (88,82%), existând în minoritate și vorbitori de rusă (10,42%).